# Wieża widokowa w Ujściu

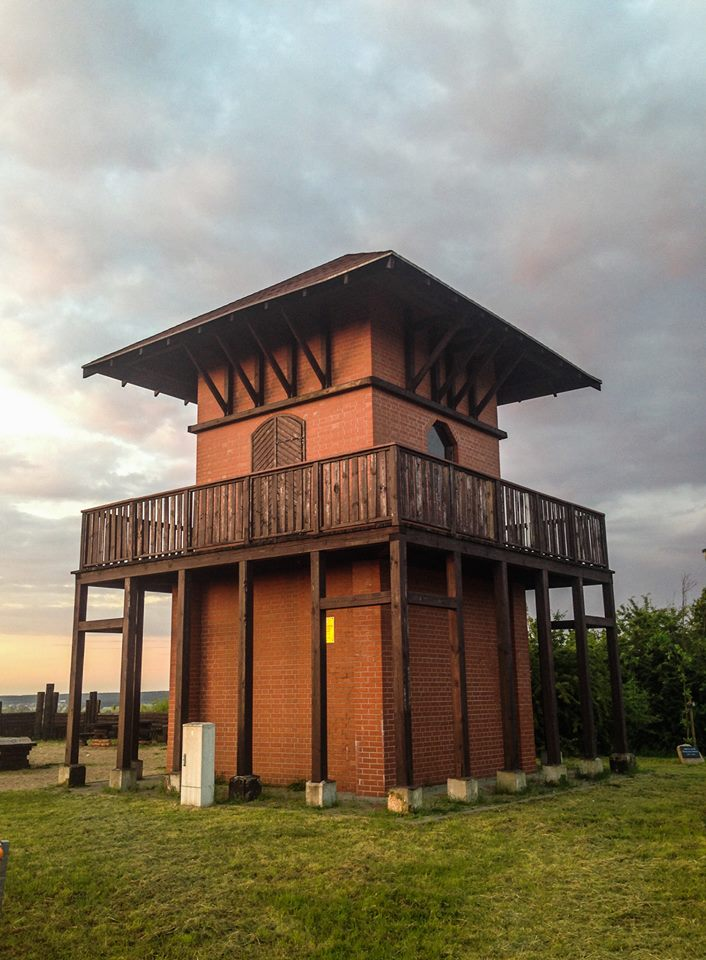
Widok wieży

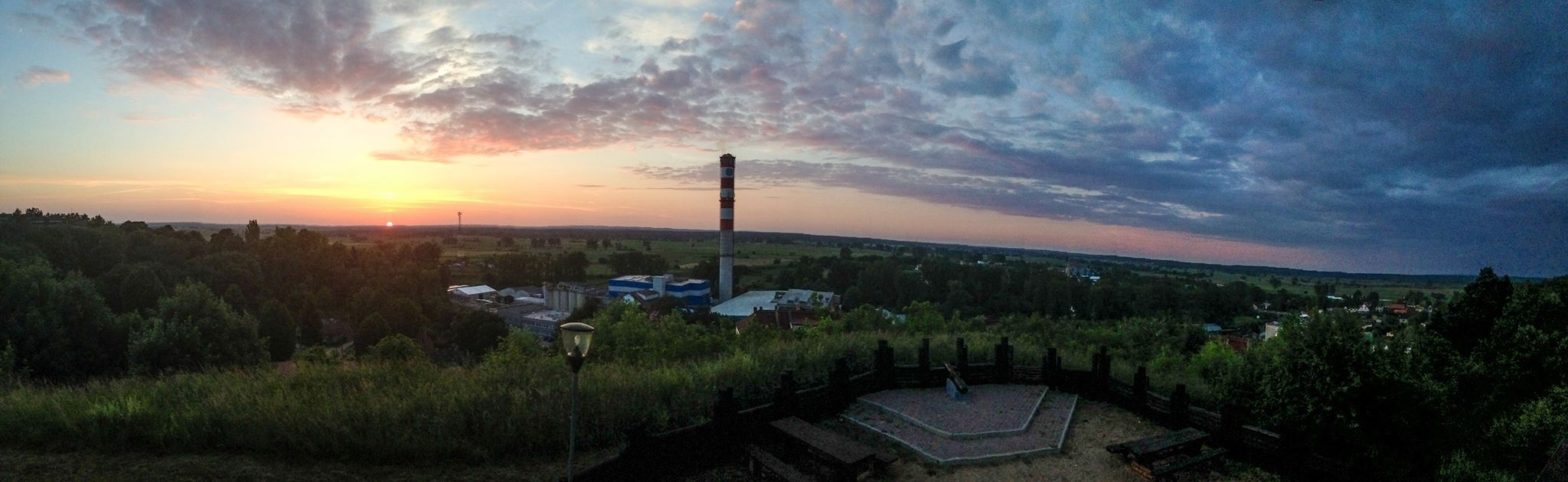
Widok z wieży

Wieża Widokowa w Ujściu – wieża widokowa znajdująca się na Osiedlu Górnym w Ujściu, w województwie wielkopolskim. Powstała w 2006. Na jej szczycie usytuowany jest taras widokowy, który umożliwia podziwianie panoramy miasta i okolic. Wysokość wieży wynosi 9,7 metra.
Z punktu obserwacyjnego doskonale widać Pradolinę Toruńsko-Eberswaldzką oraz miejsce, gdzie podczas najazdu szwedzkiego 25 lipca 1655 wojewoda wielkopolski Krzysztof Opaliński nie podjął walki i oddał Wielkopolskę najeźdźcom (bitwa pod Ujściem). Wieża zlokalizowana jest na terenie płaskim górnego tarasu wzgórza na wysokości 97 m n.p.m., około 50 m powyżej Doliny Noteci.
Wstęp na wieżę jest bezpłatny w określonych godzinach.

## Galeria

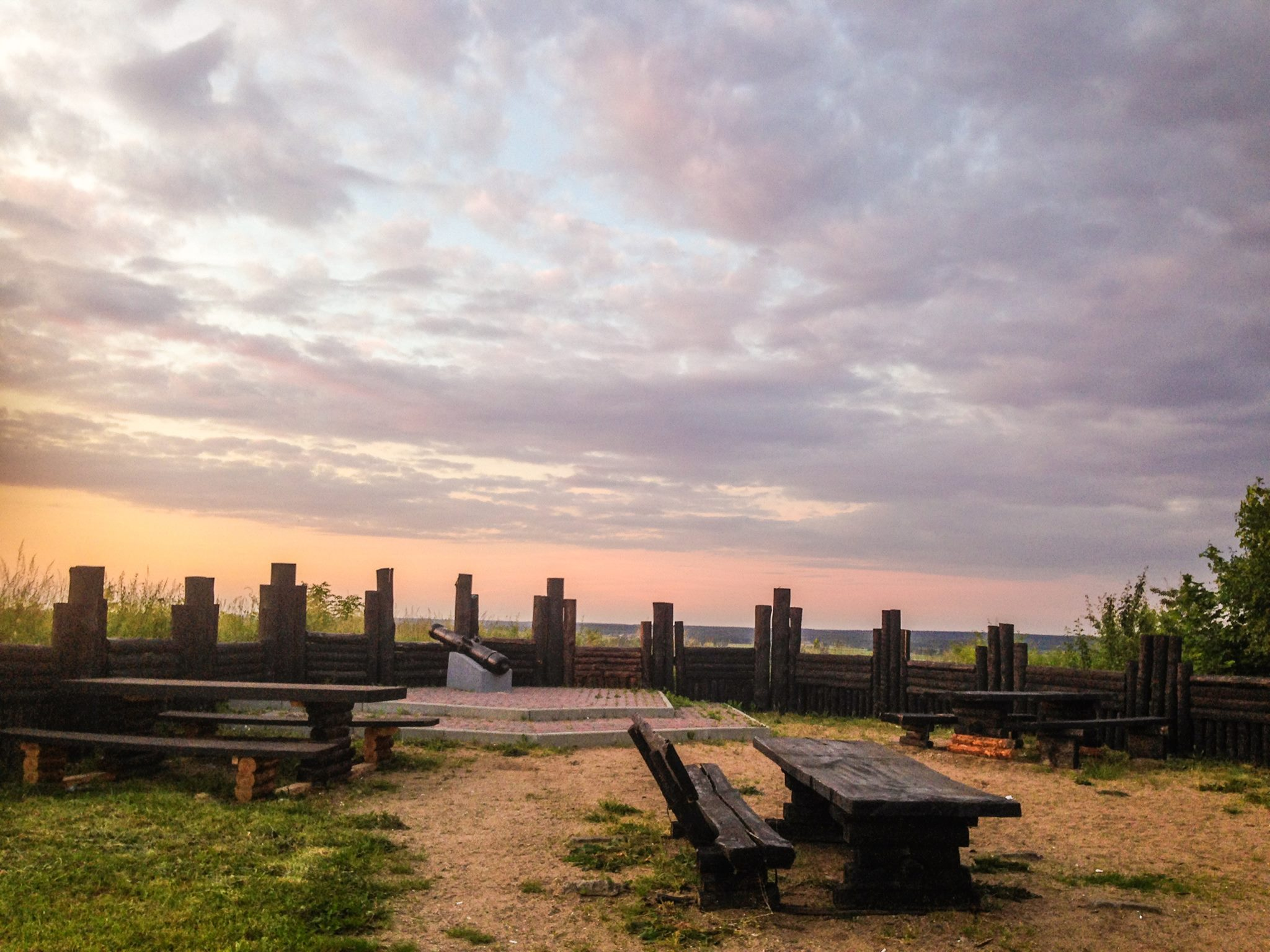
Widok ze wzniesienia
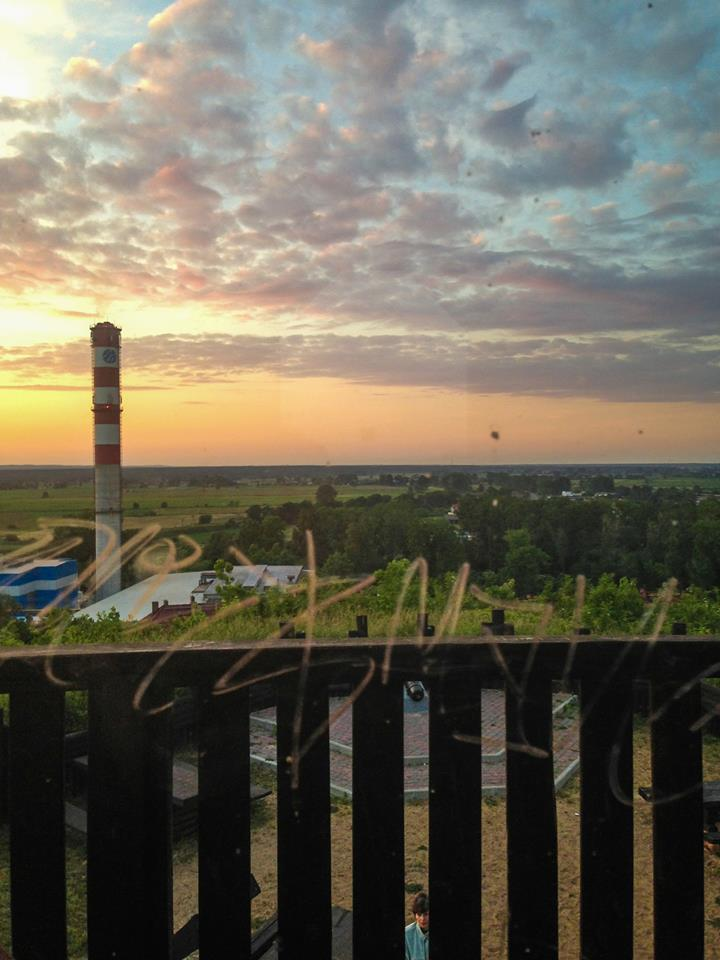
Widok z wieży
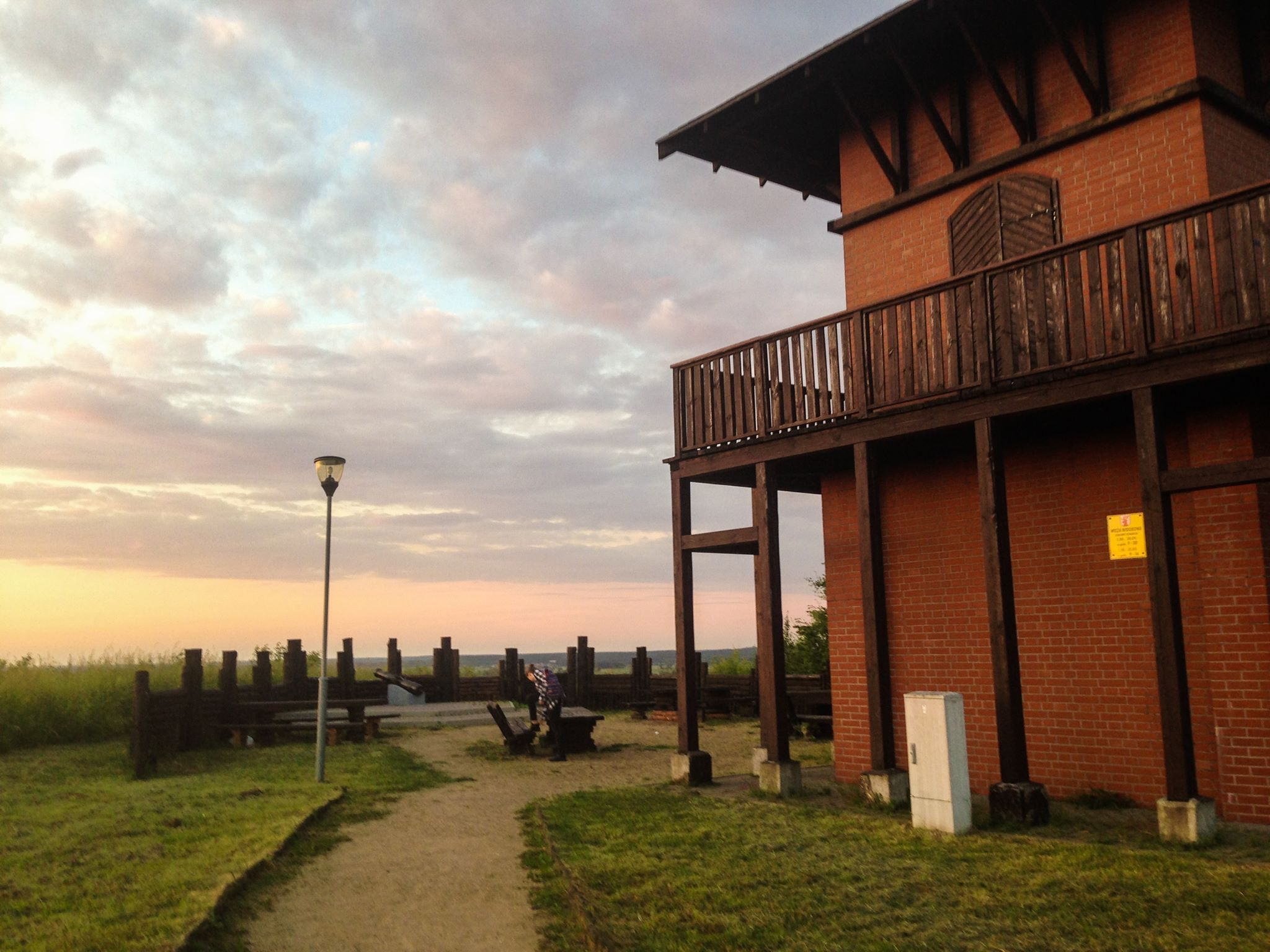
Widok wieży
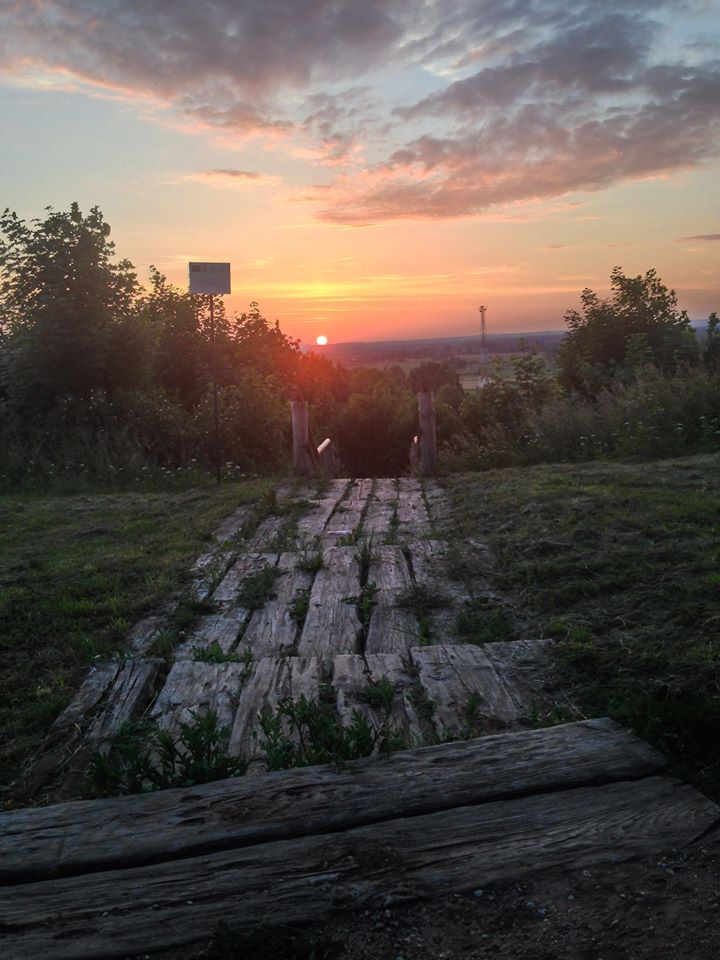
Droga
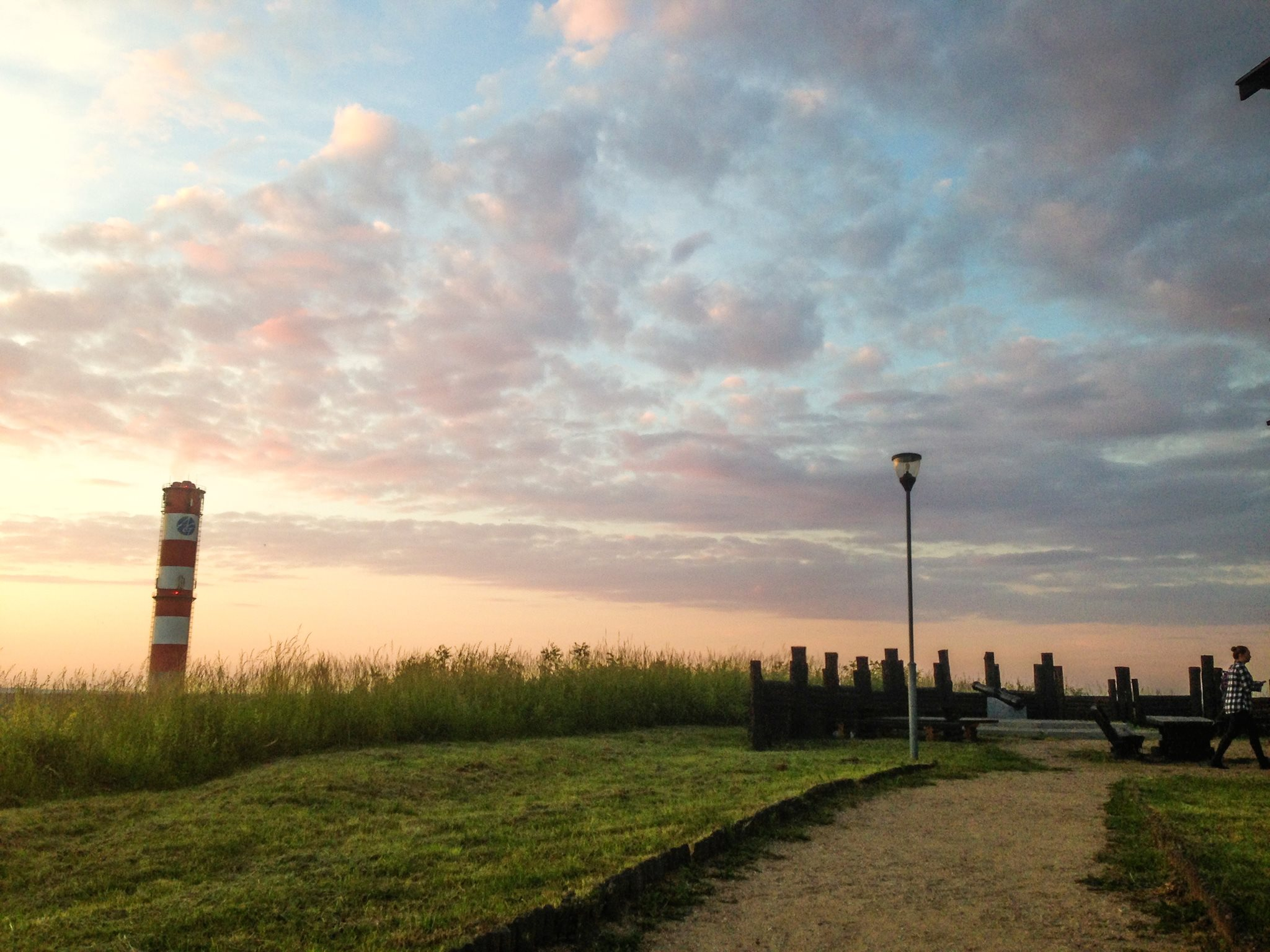
Wzniesienie